# Winifred (Montana)
Winifred es un pueblo ubicado en el condado de Fergus, Montana, Estados Unidos. Tiene una población estimada, a mediados de 2021, de 173 habitantes.

## Geografía
La localidad está ubicada en las coordenadas 47°33′44″N 109°22′38″O / 47.56222, -109.37722 (47.562101, -109.377281). Según la Oficina del Censo de los Estados Unidos, tiene una superficie total de 1.36 km², correspondientes en su totalidad a tierra firme.

## Demografía
Según el censo de 2020, en ese momento había 172 personas residiendo en Winifred. La densidad de población era de 120.59 hab./km². El 95.35% de los habitantes eran blancos, el 1.74% eran amerindios y el 2.91% eran de una mezcla de razas. No había hispanos o latinos residiendo en la localidad.